# Bebe Neuwirth
Beatrice "Bebe" Neuwirth (født 31. december 1958) er en amerikansk danser, skuespiller og musicalsanger. Hun har arbejdet på både tv og teateret. Hun er bl.a. kendt for rollen som Dr. Lilith Sternin, Dr. Frasier Cranes kone/ekskone, både i tv-serien Cheers (i en hovedrolle) og dens spin-off Frasier (i en tilbagevendende gæsterolle). På scenen er hun bl.a. kendt for sit Tony-vindende skuespil i rollen som Velma Kelly i Chicago, og for rollen som Morticia Addams i The Addams Family-musicalen på Broadway.